# Sainte-Sève
Sainte-Sève (bret. Sant-Seo) – miejscowość i gmina we Francji, w regionie Bretania, w departamencie Finistère.
Według danych na rok 1990 gminę zamieszkiwały 842 osoby, a gęstość zaludnienia wynosiła 84 osoby/km² (wśród 1269 gmin Bretanii Sainte-Sève plasuje się na 640. miejscu pod względem liczby ludności, natomiast pod względem powierzchni na miejscu 833.).